# Викторий Кесарийский
Викторий (погиб 23 декабря) — святой мученик Кесарийский, воин. Дни памяти — 23 декабря, 21 мая (обретение мощей).
Римский воин, святой мученик Викторий пострадал в Кесарии Каппадокийской вместе с Полиевктом и Донатом.
Представлен в Иеронимовом мартирологе на 21 мая, а впоследствии — и в Римском мартирологе. Весьма почитаем в различных районах Италии. В честь святого Виктория назван ряд правителей из Савойской династии.
Святому молятся от молнии, града и злых духов.